# Blink-182
Blink-182 (também estilizado como Blink 182 ou blink-182) é uma banda de rock americana formada no ano de 1992, na Califórnia. Atualmente, o grupo é composto por Mark Hoppus (vocal e baixo), Travis Barker (bateria e percussão) e Tom DeLonge (vocal e guitarra). Fundada originalmente por Hoppus, Tom DeLonge (guitarra e vocal) e Scott Raynor (bateria), a banda focou seu estilo musical no punk rock da Califórnia, ganhando notoriedade no cenário musical através dos concertos e implementando humor escatológico. Hoppus é o único membro constante da banda.
O grupo alcançou grande fama em 1999, com o lançamento do álbum Enema of the State. Em fevereiro de 2005, a banda anunciou um hiato indefinido. Em 8 de fevereiro de 2009, eles se reuniriam o retorno aos palcos.
Em 2015, o fundador Tom DeLonge deixou a banda, dando lugar ao vocalista e guitarrista do Alkaline Trio, Matt Skiba. Com Matt nos vocais, a banda lançou os álbuns California e Nine. Em outubro de 2022, a banda anunciou a volta de Tom Delonge.

## História

### O início
O Blink-182 era formado por três membros: Thomas Matthew DeLonge, Jr. (Tom) na guitarra e no vocal, Mark Allan Hoppus no baixo e vocal, Scott Raynor na bateria. A história da banda começou quando Scott e Tom se conheceram no ensino médio. Logo após conheceram Mark e o inseriram na banda. Em 1993, o trio lançou o álbum demo Flyswatter, e antes do fim do ano, lançam outro álbum demo, intitulado Buddha. Em 17 de fevereiro de 1994, a banda lança seu primeiro álbum de estúdio, Cheshire Cat, lançado pela Grilled Cheese Records. O álbum continha novas versões de músicas que apareciam em Buddha.
Pouco após o lançamento de Cheshire Cat, o grupo foi processado por uma banda de techno da Irlanda de mesmo nome. Para evitar um processo demorado, o Blink adicionou o número "182" no final de seu nome. Apesar de haver rumores do motivo pelos quais estes números foram escolhidos, todos os membros da banda deixaram claro que eles são totalmente aleatórios, porém há rumores de que o número originou-se do filme Scarface, no qual Al Pacino fala 182 vezes a palavra fuck.
Devido ao estouro do punk rock na década de 1990 (com bandas como Green Day e The Offspring), o Blink-182 assinou com a MCA Records. Após mudar-se para Encinitas, Califórnia, a banda gravou o álbum Dude Ranch, com o produtor Mark Trombino. Lançado em 17 de junho de 1997, o álbum foi um sucesso, e rendeu os singles, "Josie" e "Dammit".

### O sucesso deEnema of the StateeTake Off Your Pants and Jacket

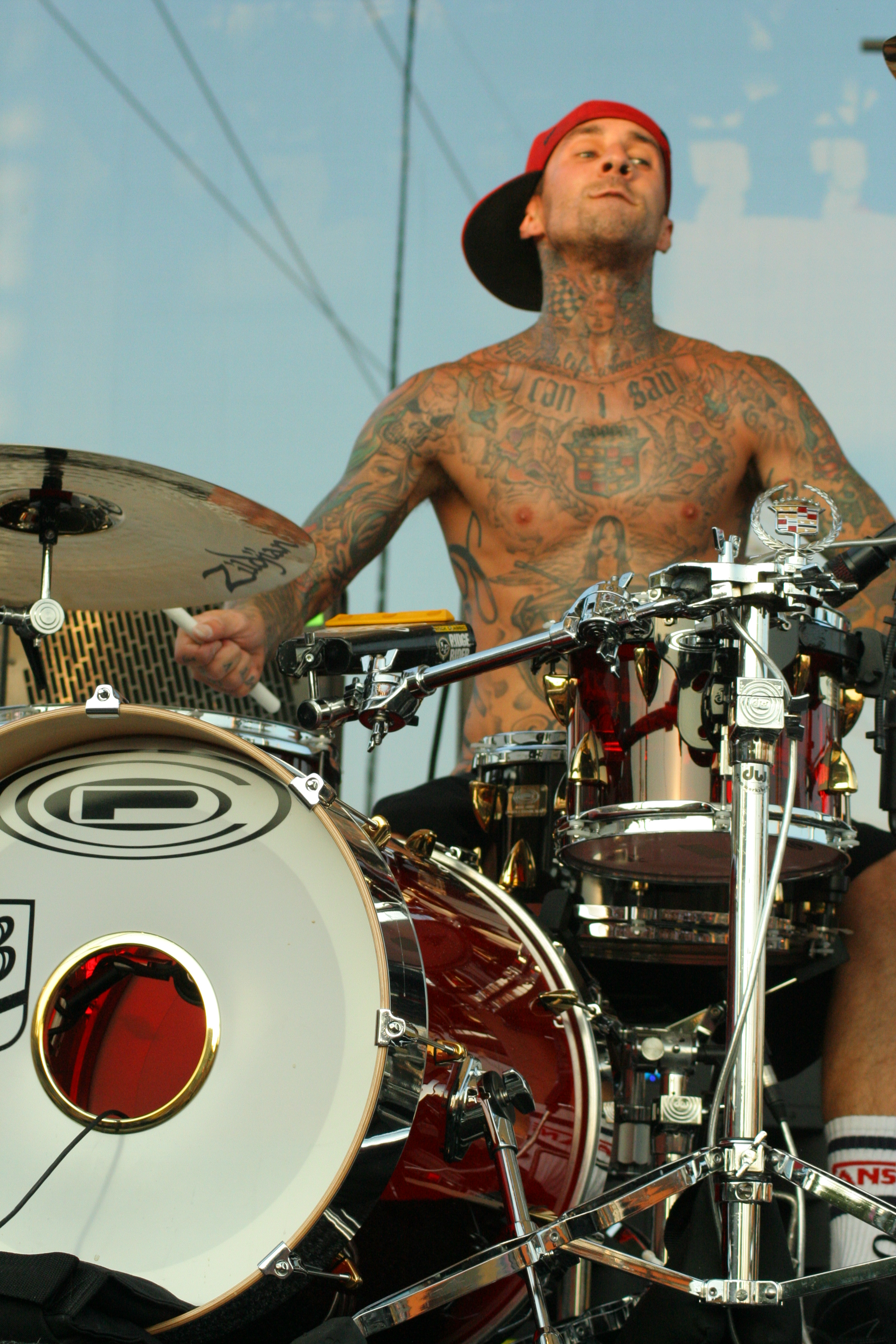
Travis Barker

Em 1998, a banda começou a ter problemas com Scott, pelo forte consumo de bebidas. Quando Scott desapareceu durante uma turnê pelos Estados Unidos, a banda precisou de outro baterista para substituí-lo. Travis Barker, que estava tocando com a banda The Aquabats, com quem o Blink-182 estava em turnê, se ofereceu para tocar com eles aquela noite. Após aprender todo o set da banda em trinta minutos, e tocando todas as canções com facilidade, Mark e Tom decidiram chamar Travis para substituir Scott permanentemente.
Em 1º de junho 1999, foi lançado o terceiro álbum de estúdio, Enema of the State, que se tornou um enorme sucesso comercial, embora a banda tenha sido criticada por fãs mais antigos, por terem feito um álbum mais comercial. Na época, a mídia acabou rotulado o estilo da banda de "pop-punk". A arte da capa apresenta a estrela pornô Janine Lindemulder. "What's My Age Again?", "All the Small Things" e "Adam's Song" tornaram-se singles de sucesso, e a banda faz várias aparições na programação da MTV. O álbum vendeu mais de 15 milhões de cópias em todo o mundo, sendo o mais vendido da história da banda. O sucesso rendeu ao trio a primeira turnê em arenas, a "Loserkids Tour", que começou no outono de 1999. Em 2000, a turnê foi renomeada para "The Mark, Tom and Travis Show Tour". Em 7 de novembro do mesmo ano, foi lançado o único álbum ao vivo da banda, The Mark, Tom, and Travis Show (The Enema Strikes Back!), que foi comercializado como uma edição limitada, vendendo mais de 700 mil cópias.
Em 12 de junho de 2001, a banda lança seu o quarto álbum de estúdio, Take Off Your Pants and Jacket, que seguiu a mesma fórmula de sucesso do anterior, e produziu três singles de sucesso, "The Rock Show", "Stay Together for the Kids" e "First Date". Esse foi um dos primeiros álbuns a vazar na Internet antes do lançamento, através do programa de compartilhamento Napster. Apesar disso, tornou-se o primeiro disco da banda a estrear em primeiro lugar na Billboard 200 dos EUA, vendendo 350.000 cópias na primeira semana. O álbum repetiu o sucesso comercial de Enema of the State, vendendo mais de 14 milhões de cópias em todo o mundo. A turnê de divulgação visitou, arenas e anfiteatros dos EUA, entre julho e setembro de 2001. Na mesma época, o trio lançou uma biografia da banda, Tales from Beneath Your Mom (2001), que foi escrita por Anne Hoppus (irmã de Mark Hoppus). Os ataques de 11 de setembro provocaram uma pausa na agenda da banda, o que levou Tom a explorar um estilo musical mais lento e pesado, que se tornou o álbum Box Car Racer, lançado em 2002, com Travis na bateria.

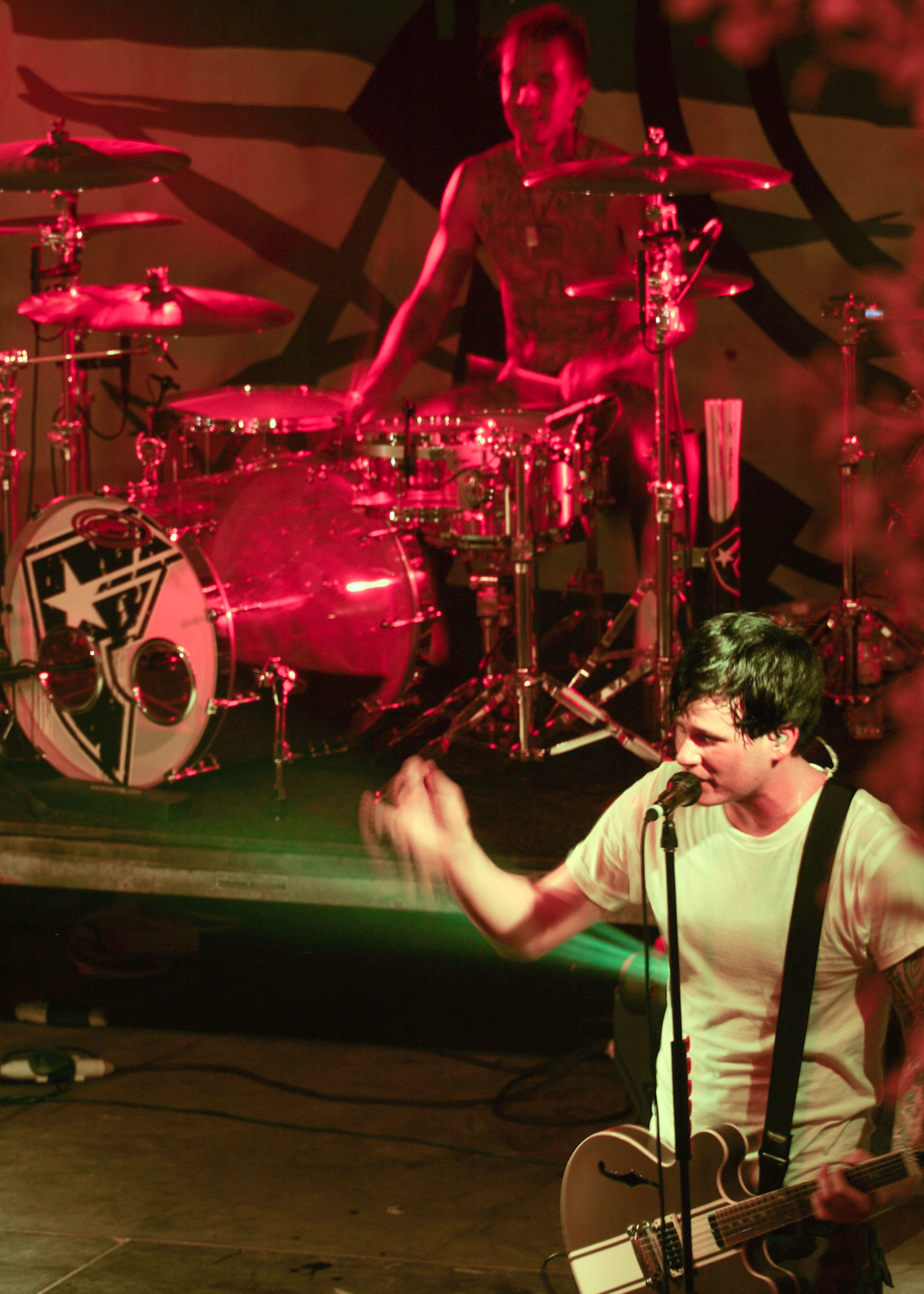
Tom DeLonge e Travis Barker em concerto com Mark Hoppus em agosto de 2003 no Bahrein.

Em 2002, a banda embarcou na turnê "Pop Disaster Tour" em parceria com a banda Green Day. A turnê que passou apenas pelos EUA, foi concebida pelo Blink-182, como uma demonstração de união, diante das consistentes acusações de rivalidade entre as duas bandas, especialmente na Europa. No mesmo ano, lançaram um DVD de vídeos caseiros, performances ao vivo e videoclipes, intitulado, The Urethra Chronicles II: Harder Faster Faster Harder. Também, lançaram o documentário de 2003, Riding in Vans with Boys, que mostra os bastidores da Pop Disaster Tour.
Em 18 de novembro de 2003, a banda lançou seu quinto álbum de estúdio, autointitulado. Descrito como um álbum mais maduro que os anteriores, apresentou os singles "Feeling This", "I Miss You", "Down" e "Always". Travis disse que optaram deixar o álbum apenas com o nome da banda para representar um Blink totalmente novo. Os críticos falaram que seu som ficou parecido com o estilo do The Police e do U2, apesar de que os membros da banda alegam ter tido maior influência do The Cure, cujo membro Robert Smith apareceu na faixa "All of This". Uma turnê com a banda No Doubt no verão de 2004 também foi um sucesso.

### Hiato, Projetos Paralelos e Acidente de avião de Travis
Em fevereiro de 2005, o Blink-182 anunciou em seu site oficial um "hiato indefinido". A banda se separou após discussões dos membros sobre seu futuro e processo de gravação. Em 31 de outubro do mesmo ano, a banda lançou a coletânea Greatest Hits. Originalmente, "Carousel" não estava na lista de canções, mas a pedido dos fãs ela foi incluída.
Mark e Travis se envolveram em um projeto musical chamado +44, cujo primeiro álbum de estúdio, When Your Heart Stops Beating, saiu em 14 de novembro de 2006. A canção "No It Isn't", escrita por Mark para Tom, contém trechos polêmicos como "vamos cortar os nossos pulsos e queimar algo bonito" e "por favor entenda, isso não é apenas um adeus, isso é um eu não aguento você", explicando assim o motivo do fim do Blink-182. Tom DeLonge também lançou uma nova banda, Angels and Airwaves, e seu primeiro álbum de estúdio We Don't Need To Whisper, foi lançado em 23 de maio de 2006.
Em 21 de agosto de 2008, o ex-produtor e mentor da banda, Jerry Finn, morreu após sofrer uma hemorragia cerebral em julho. No mês seguinte, Barker e seu colaborador Adam Goldstein, se envolveram em um acidente de avião que matou quatro pessoas, deixando-os como os únicos dois sobreviventes. Barker sofreu queimaduras de segundo e terceiro graus, e resultou em dezesseis cirurgias e múltiplas transfusões de sangue. Os ferimentos de Goldstein foram menos graves, mas menos de um ano depois, ele morreu de overdose de drogas. O acidente de Barker levou Tom e Mark a se encontrarem com ele em outubro, eles não se falavam desde a separação da banda. Os três discutiram os motivos do rompimento, e Tom propôs uma reunião, quando Travis estivesse recuperado.

### O Retorno eNeighborhoods
Em 8 de fevereiro de 2009, a banda reapareceu na cerimônia do Grammy Awards. O retorno da banda, foi anunciado por uma mensagem deixada no mesmo dia no site oficial da banda. O logo da banda também foi atualizado, com um novo visual cromado, e agora com seis flechas ao invés de cinco. Tom confirmou também que o Angels & Airwaves não havia acabado, ao contrário do +44, que teve suas atividades encerradas. Ele também disse que o novo álbum do Blink-182 seria uma fusão de todos os trabalhos que eles já fizeram. A turnê de retorno da banda começou no dia 23 de julho em Las Vegas, e excursionou pelos Estados Unidos e Canadá. Eles também revelaram que estavam trabalhando em um documentário sobre a história da banda, intitulado Blinkumentary. Em 26 de agosto de 2009, um trailer oficial do documentário foi publicado no Youtube. O segundo trailer apareceu no dia 7 de novembro de 2009, e, em seguida, mais um trailer no dia 10 de janeiro de 2010.

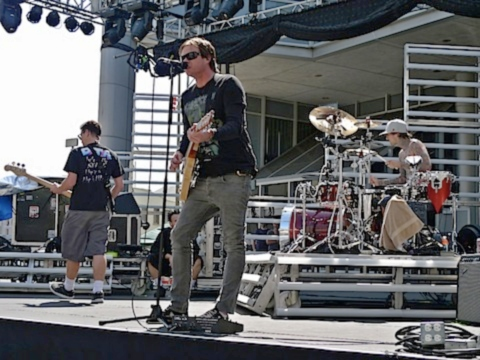
Blink-182 se apresentando em 2009.

A turnê europeia da banda começou no dia 16 de agosto de 2010, em Aberdeen, na Escócia. O novo álbum da banda, intitulado Neighborhoods, foi lançado em 27 de setembro de 2011. O primeiro single, "Up All Night", foi lançado oficialmente em 15 de julho de 2011. O segundo single, "After Midnight", foi lançado no dia 6 de setembro de 2011. Ambas as canções ganharam clipes, além de um ao vivo para "Heart's All Gone". "Wishing Well" foi lançada como single promocional, em 21 de novembro de 2011, e também ganhou um vídeo com cenas do nunca lançado documentário "Blinkumentary".[carece de fontes?]
Em 2012, embarcaram em uma turnê em comemoração de seu vigésimo aniversário. Em dezembro de 2012, a banda lançou o EP Dogs Eating Dogs, com cinco faixas. Em 2013, a banda saiu em turnê pela Austrália, porém, Travis não participou devido seu trauma de viajar em aviões. Em seu lugar, foi chamado o baterista Brooks Wackerman, que também substituiu Scott, em 1996. Ainda em 2013, a banda fez uma turnê em comemoração aos 10 anos do disco Blink-182, tocando algumas canções que nunca haviam sido apresentadas ao vivo.

### Saída de Tom DeLonge e entrada de Matt Skiba

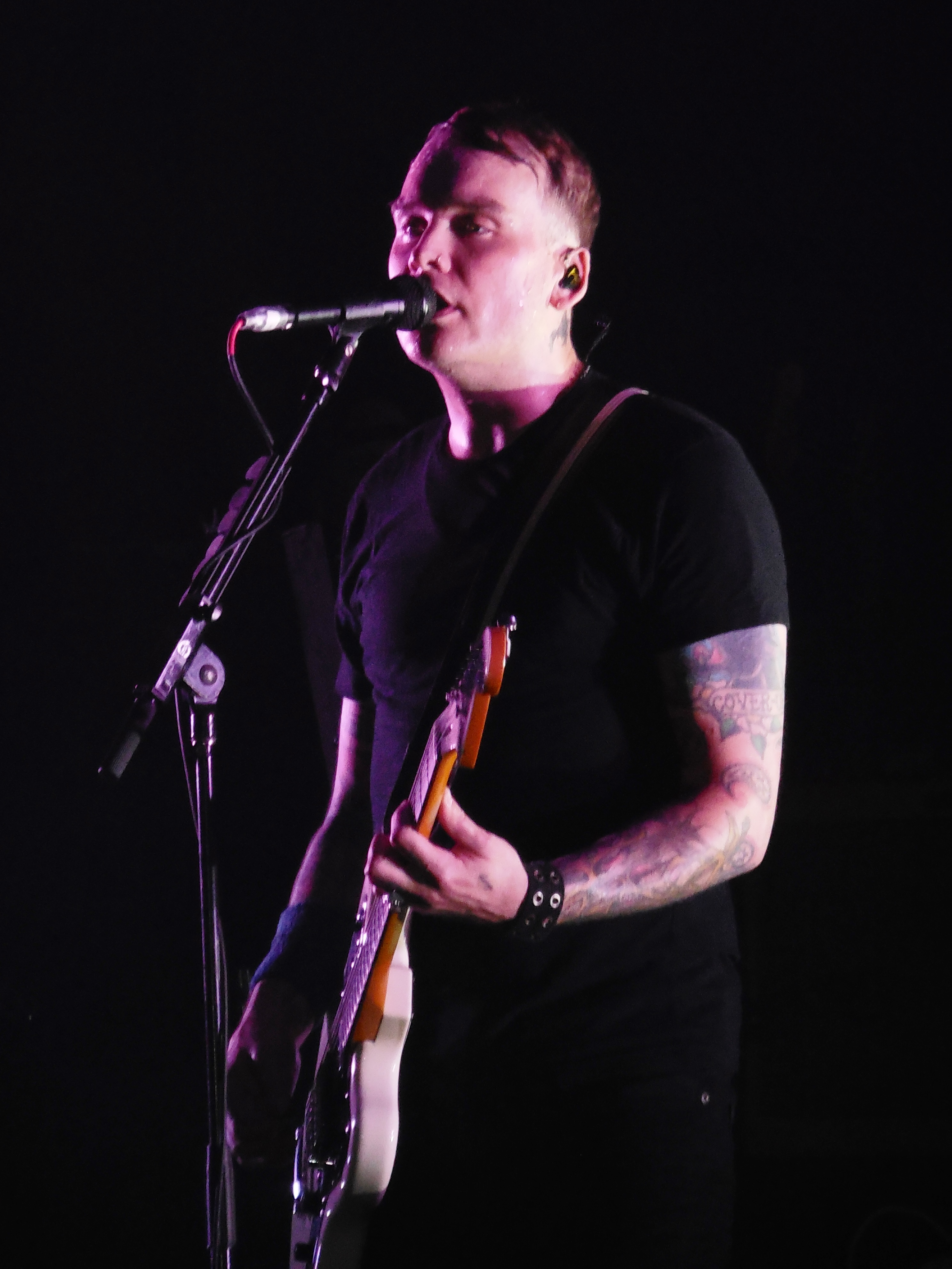
Matt Skiba em performance com o Blink-182 em 2015.

No final de janeiro de 2015, a rádio CBS revelou que Tom havia deixado o grupo. Segundo a declaração publicada, ele não estava mais interessado em trabalhar com a banda e desejava dedicar-se "a outras atividades fora do mundo da música". Na mesma ocasião, Matt Skiba do Alkaline Trio, foi confirmado como substituto de Tom.
Em 2016, a banda anunciou a gravação do sétimo álbum de estúdio, agora com Skiba nos vocais e guitarra. Em 27 de abril, o trio lançou o single "Bored to Death", e revelou que o novo trabalho iria se chamar "California". Em 1 de julho de 2016, a banda lança seu novo trabalho de estúdio, California, produzido por John Feldmann. O álbum recebeu boas críticas, mesmo com as inevitáveis comparações entre Matt Skiba e Tom DeLonge. Foi o segundo álbum da banda a chegar ao topo da Billboard 200, e o primeiro a ser indicado ao Grammy. Patrick Stump, vocalista do Fall Out Boy, participou da composição das faixas "Sober" e "San Diego", e David Hodges, do Evanescence, colaborou nas faixas "Home Is Such a Lonely Place", "Teenage Satellites" e "Kings of the Weekend". Em 11 de outubro de 2016, o segundo single do álbum, "She's Out Of Her Mind", foi anunciado, e seu clipe estreou no quadro Flash Frame, do Spotify, em 20 de outubro. O vídeo faz uma releitura do clássico "What's My Age Again" de 1999, e teve participação do comediante Adam Devine. Para promover o álbum, a banda fez uma turnê pelos Estados Unidos, com abertura das bandas A Day To Remeber, All Time Low e The All-American Rejects, além de alguns shows pelo Canadá. Sem Travis Barker, passou por alguma cidades na Europa, com sets curtos e acústicos. Em 19 de maio de 2017, o disco California, ganhou uma versão deluxe, com 11 faixas inéditas, além de uma versão acústica do single "Bored to Death".[carece de fontes?]
O segundo álbum com Matt Skiba na banda, Nine, foi anunciado no dia 25 de julho de 2019, e lançado no dia 20 de setembro do mesmo ano. Antes da divulgação do trabalho completo, foram lançados cinco singles: "Blame It On My Youth", "Happy Days", "Generational Divide", "Darkside" e "I Really Wish I Hated You". Embora Nine, seja sequencialmente o oitavo álbum de estúdio do Blink-182, Hoppus e Barker consideram-no o nono, contando retroativamente a demo da banda, Buddha, de 1994, como o primeiro. O álbum alcançou a terceira colocação na Billboard 200, com 94.000 cópias vendidas, sendo 77.000 vendas físicas. O portal Loudwire elegeu Nine como um dos 50 melhores discos de rock de 2019. Ao final do ano, a banda lançou participações em músicas do The Chainsmokers, XXXTentacion e Goody Grace, além de um single de natal acompanhado de um clipe para "Not Another Christmas Song". No mesmo ano, a banda confirmou uma turnê em comemoração aos 20 anos do Enema of the State, contando com nova participação no festival Musink - que marcou a entrada de Skiba na banda, em 2015.

### Volta de Tom DeLonge eOne More Time...
Em 2021, Mark confirmou em suas redes sociais estar em tratamento de um câncer ao publicar uma foto no consultório médico, com a legenda: "Sim, olá. Um tratamento de câncer, por favor."  Ele informou em setembro de 2022, que estava curado e agradeceu aos fãs pelo apoio.
Em outubro de 2022, o Blink 182 anunciou o retorno de Tom DeLonge, além do lançamento de uma nova música, "Edging". Também confirmaram um novo álbum para 2023, e lançaram os singles "One More Time" e "Dance With Me". Eles retornaram aos palcos com uma aparição surpresa no festival Coachella em abril de 2023, sendo a primeira apresentação com Tom em nove anos. O nono álbum de estúdio da banda, One More Time..., foi lançado em 20 de outubro de 2023, e se tornou o terceiro álbum da banda no topo da Billboard 200. O disco recebeu respostas amplamente favoráveis dos críticos musicais, com a maioria celebrando a abordagem de volta ao básico da banda.
Em março de 2024, a banda foi atração principal do festival Lollapalooza, realizado no Chile, Argentina e Brasil, onde se apresentaram pela primeira vez nesses países. Uma versão deluxe do último álbum, intitulada One More Time… Part-2 , com 8 faixas novas, está prevista para ser lançada em 6 de setembro de 2024.

## Membros
- Mark Hoppus – vocal  ·  baixo  ·  (1992–2005  ·  2009–presente)
- Travis Barker – bateria  ·  percussão (1998–2005  ·  2009–presente)
- Matt Skiba – guitarra  ·  vocal (2015–2022)
- Scott Raynor – bateria  ·  percussão (1992–1998)
- Tom DeLonge – guitarra  ·  vocal (1992–2005  ·  2009–2015  ·  2022–presente)

## Discografia
Álbuns de estúdio
- Cheshire Cat (1995)
- Dude Ranch (1997)
- Enema of the State (1999)
- Take Off Your Pants and Jacket (2001)
- Blink-182 (2003)
- Neighborhoods (2011)
- California (2016)
- Nine (2019)
- One More Time... (2023)